# اچ‌ام‌سی‌اس آسینیبوین (دی‌دی‌اچ ۲۳۴)
اچ‌ام‌سی‌اس آسینیبوین (دی‌دی‌اچ ۲۳۴) (به انگلیسی: HMCS Assiniboine (DDH 234)) یک کشتی بود که طول آن ۳۶۶ فوت (۱۱۱٫۶ متر) بود. این کشتی در سال ۱۹۵۴ ساخته شد.